# North Sioux City
North Sioux City è una città della contea di Union nel Dakota del Sud, negli Stati Uniti. La popolazione era di 3 042 abitanti al censimento del 2020. Fa parte dell'area metropolitana di Sioux City, che comprende anche parte degli Stati dello Iowa e del Nebraska.

## Geografia fisica
Secondo l'Ufficio del censimento degli Stati Uniti, ha una superficie totale di 2,29 mi² (5,93 km²).

## Storia
La punta meridionale di queste terre tra il fiume Missouri da ovest e sud e il fiume Big Sioux da nord e est erano un luogo di incontro per i nativi americani che attraversavano i due fiumi. Al momento della spedizione di Lewis e Clark nel 1804, abitavano gli Omaha, gli Yankton Dakota e i Ponca, tutti parlanti le lingue siouan.
L'agricoltore franco-canadese Joseph La Plant, nato intorno al 1823 nell'Indiana, si stabilì a Sioux Point nel 1849. Secondo il censimento del 1860, dove lui era stato inserito tra i primi coloni, veniva descritto come residente "tra il Big Sioux e il lago di Big Stone" nell'area "non organizzata" del Minnesota, con l'ufficio postale più vicino situato immediatamente a valle e attraverso i fiumi a Sioux City, nell'Iowa.
North Sioux City è stata incorporata nel 1951.

## Società

### Evoluzione demografica
Secondo il censimento del 2020, la popolazione era di 3 042 abitanti.